# 羽を持つ恋人
「羽を持つ恋人」（はねをもつこいびと）は、2022年7月7日に発売されたDREAMS COME TRUEの通算56枚目のシングル。

## 概要
- 前作『次のせ〜の!で -ON THE GREEN HILL-』以来10か月ぶりのシングル。
- 『DREAMS COME TRUE ACOUSTIC風味LIVE 総仕上げの夕べ 2021/2022 ～仕上がりがよろしいようで～』と同時発売。
- 香川照之プロデュースの昆虫アニメインセクトランドの主題歌としてリリースされた『羽を持つ恋人 - On Air Version -』のフルバージョンを収録。
- プレイブック仕様となっており、音源に合わせた絵本が付属している。
- DREAMS COME TRUE初の「MASADO & MIWASCO VERSION」のみが収録されたシングル。後にシングル『スピリラ』に「DCT VERSION」がカップリング曲として収録される。[1]
- 本作のリード曲『羽を持つ恋人 - MASADO & MIWASCO VERSION -』は2分2秒と短く、DREAMS COME TRUE史上最短のA面曲となった。
- 『羽を持つ恋人 - On Air Version -』、『羽を持つ恋人 - MASADO & MIWASCO VERSION -』ともにミュージック・ビデオが制作され、インセクトランドに合わせて昆虫に扮したMASADOとMIWASCOが踊るものとなった。

## 収録曲
| # | タイトル                                                   |       |
| - | ---------------------------------------------------------- | ----- |
| 1 | 羽を持つ恋人 – MASADO and MIWASCO Version –                | 02:02 |
| 2 | 羽を持つ恋人 – On Air Version –                            | 00:34 |
| 3 | 羽を持つ恋人 – MASADO and MIWASCO Version – / Instrumental | 02:02 |
| 4 | 羽を持つ恋人 – On Air Version – / Instrumental             | 0:34  |